# Luke Adam
Luke Adam, född 18 juni 1990, är en kanadensisk professionell ishockeyspelare som tillhör NHL-organisationen New York Rangers och spelar för deras primära samarbetspartner Hartford Wolf Pack i American Hockey League (AHL). Han har tidigare spelat på NHL-nivå för Buffalo Sabres och Columbus Blue Jackets och på lägre nivåer för Portland Pirates, Rochester Americans och Springfield Falcons i AHL samt St. John's Fog Devils, Club de hockey junior de Montréal och Cape Breton Screaming Eagles i Ligue de hockey junior majeur du Québec (LHJMQ).
Adam draftades i andra rundan i 2008 års draft av Buffalo Sabres som 44:e spelare totalt.
Den 16 december 2014 valde Sabres skicka iväg Adam till Blue Jackets i utbyte mot Jerry D'Amigo.

## Statistik
| 2005–2006    | St. John's Maple Leafs Midget AAA | NLMMHL       | 42  | 41  | 39  | 80  | 69  | —  | — | — | —  | —  |
| 2006–2007    | St. John's Fog Devils             | LHJMQ        | 63  | 6   | 9   | 15  | 51  | 4  | 0 | 2 | 2  | 4  |
| 2007–2008    | St. John's Fog Devils             | LHJMQ        | 70  | 36  | 30  | 66  | 72  | 6  | 3 | 5 | 8  | 8  |
| 2008–2009    | Club de hockey junior de Montréal | LHJMQ        | 47  | 22  | 27  | 49  | 59  | —  | — | — | —  | —  |
| 2009–2010    | Cape Breton Screaming Eagles      | LHJMQ        | 56  | 47  | 41  | 90  | 75  | 5  | 3 | 1 | 4  | 2  |
|              | Portland Pirates                  | AHL          | —   | —   | —   | —   | —   | 3  | 0 | 2 | 2  | 0  |
| 2010–2011    | Buffalo Sabres                    | NHL          | 19  | 3   | 1   | 4   | 12  | —  | — | — | —  | —  |
|              | Portland Pirates                  | AHL          | 57  | 29  | 33  | 62  | 46  | 12 | 4 | 3 | 7  | 14 |
| 2011–2012    | Buffalo Sabres                    | NHL          | 52  | 10  | 10  | 20  | 14  | —  | — | — | —  | —  |
|              | Rochester Americans               | AHL          | 27  | 4   | 9   | 13  | 18  | 3  | 0 | 1 | 1  | 4  |
| 2012–2013    | Buffalo Sabres                    | NHL          | 4   | 1   | 0   | 1   | 2   | —  | — | — | —  | —  |
|              | Rochester Americans               | AHL          | 67  | 15  | 22  | 37  | 57  | 3  | 0 | 0 | 0  | 2  |
| 2013–2014    | Buffalo Sabres                    | NHL          | 12  | 1   | 0   | 1   | 4   | —  | — | — | —  | —  |
|              | Rochester Americans               | AHL          | 59  | 29  | 20  | 49  | 48  | 5  | 2 | 2 | 4  | 4  |
| 2014–2015    | Rochester Americans               | AHL          | 27  | 8   | 12  | 20  | 24  | —  | — | — | —  | —  |
|              | Springfield Falcons               | AHL          | 46  | 8   | 14  | 22  | 38  | —  | — | — | —  | —  |
|              | Columbus Blue Jackets             | NHL          | 3   | 0   | 0   | 0   | 4   | —  | — | — | —  | —  |
| NHL totalt   | NHL totalt                        | NHL totalt   | 90  | 15  | 11  | 26  | 36  | —  | — | — | —  | —  |
| AHL totalt   | AHL totalt                        | AHL totalt   | 283 | 93  | 110 | 203 | 231 | 26 | 6 | 8 | 14 | 24 |
| LHJMQ totalt | LHJMQ totalt                      | LHJMQ totalt | 236 | 113 | 107 | 220 | 257 | 15 | 6 | 8 | 14 | 14 |